# والتر جيس
والتر جيس هو سياسي كندي، ولد في 13 أبريل 1942. نشط حزبياً في Saskatchewan New Democratic Party ‏.